# Vila Parque Jabaquara
Vila Parque Jabaquara ou Parque Jabaquara é um bairro no distrito do Jabaquara, na cidade de São Paulo. É vizinho dos bairros Planalto Paulista, Campo Belo, Vila Guarani e Indianópolis.

## História
O Parque do Jabaquara foi um parque criado no final do século XIX pela Prefeitura de São Paulo como um local para passeio e piqueniques. A partir da década de 1940, com o Aeroporto de Congonhas que ocupou parte do parque durante sua expansão, o parque foi loteado, surgindo assim ruas e avenidas como a Avenida Pedro Bueno.
A inauguração do metrô, na década de 1970, permitiu que o bairro se valorizasse mais desde então.

## Atrações
- Parque Lina e Paulo Raia
- Parque do Chuvisco